# CA Belgrano
Club Atlético Belgrano, bildad 19 mars 1905, är en fotbollsklubb från Córdoba, Argentina. Klubben spelar sedan 2022 i Primera División de Argentina.